# 井土周徳
井土 周徳（いど しゅうとく、寛延2年4月（1748年）- 寛政12年8月（1800年））は江戸時代中期-後期の儒学者（朱子学派）、教育者。字（あざな）は子好。通称は左太夫。号は南山。

## 経歴
竹森代四郎の子として筑前国に生まれる。師の井土魯坰に男子が無かったため、その養嫡子となり、家学を紹述する。明和7年（1770年）魯坰が没し、家督を継いで藩儒となる。
安永6年（1777年）京都に1年遊学し、天明4年藩校修猷館が創立されるや、その教官となる。また、福岡藩主黒田治之の侍講として江戸に扈従し、江戸藩邸で講説した。
寛政3年（1791年）修猷館総受持（館長）竹田定良により、奥山弘道、島村遜とともに、修猷館総受持助に任命され、定良の総受持職を3名で輪番で補佐することとなった。寛政11年（1799年）総受持の学務を摂政した。
寛政12年（1800年）没、養嫡子の井土周磐が家督を継いだ。